# Nothelferkapelle (Pöttmes)

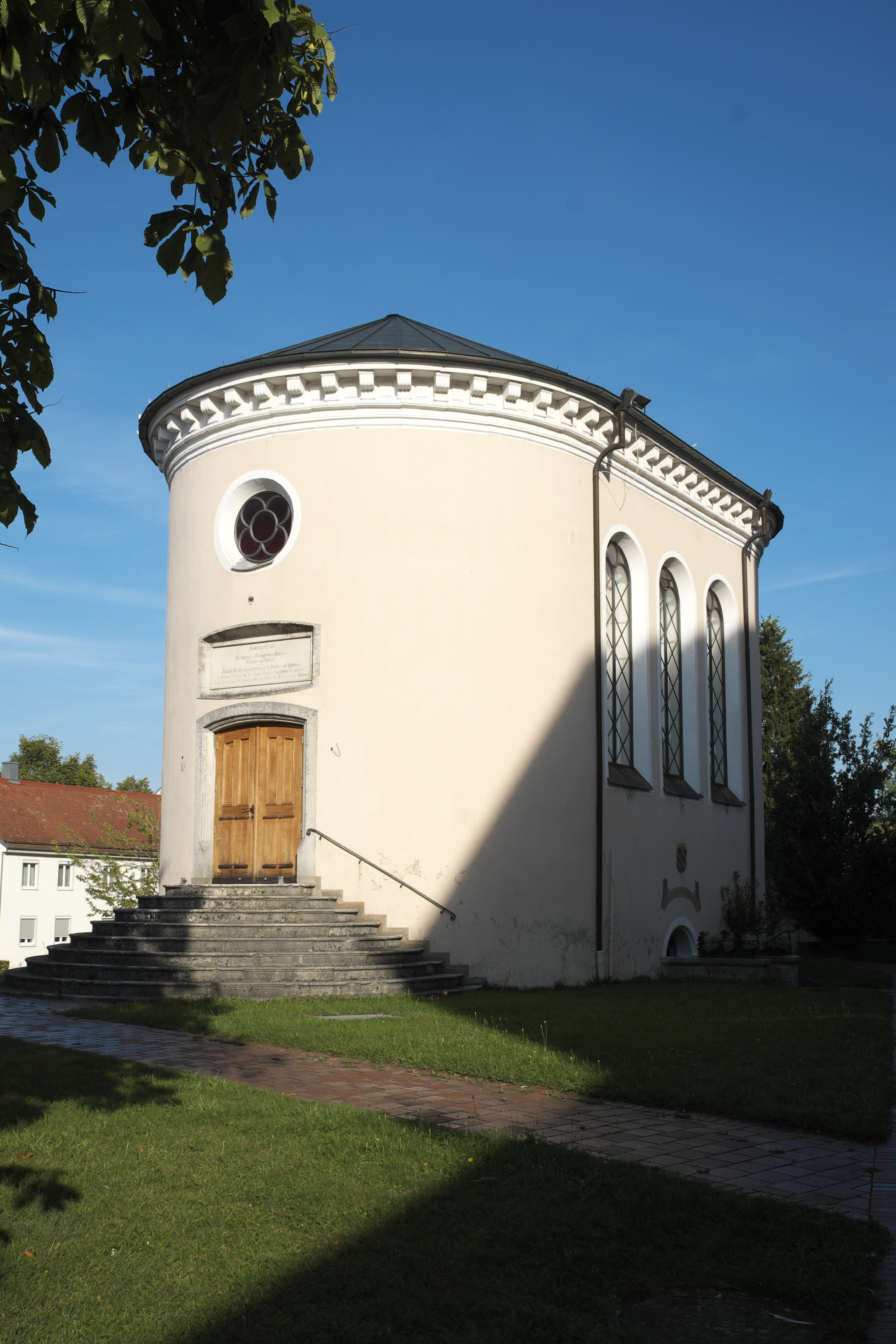
Nothelferkapelle (Pöttmes)

Die römisch-katholische Nothelferkapelle steht in Pöttmes im schwäbischen Landkreis Aichach-Friedberg von Bayern. Das Bauwerk ist in der Liste der Baudenkmäler in Pöttmes unter der Nr. D-7-71-156-4 eingetragen. Sie ist den Vierzehn Nothelfern gewidmet.

## Beschreibung
Die Saalkirche wurde 1614 errichtet. Das Langhaus ist an beiden Schmalseiten halbrund geschlossen. Das  Portal, das über eine Freitreppe erreicht wird, befindet sich an der Westseite. 1847 wurde im Untergeschoss eine Gruft für die Adelsfamilie Gumppenberg eingebaut. Der Altar im Innenraum wurde 1750 aufgestellt. Ein Gemälde mit den Vierzehn Nothelfern entstand 1746.